# Харви, Джордан
Джо́рдан Ко́ул Ха́рви (англ. Jordan Cole Harvey; 28 января 1984, Мишен-Вьехо, Калифорния, США) — американский футболист, левый защитник.

## Карьера

### Молодёжная карьера
Во время обучения в Калифорнийском университете в Лос-Анджелесе в 2002—2005 годах Харви играл за университетскую футбольную команду «Ю-си-эл-эй Брюинс» в Национальной ассоциации студенческого спорта. Окончил университет, получив степень по социологии, почти десять лет спустя, в 2014 году.
В 2004 и 2005 годах также выступал в Премьер-лиге развития ЮСЛ за клуб «Ориндж Каунти Блю Стар».

### Клубная карьера
26 января 2006 года на Дополнительном драфте MLS Харви был выбран под общим девятым номером клубом «Колорадо Рэпидз».
15 июня 2006 года Харви отправился в аренду в клуб Первого дивизиона ЮСЛ «Сиэтл Саундерс». Его профессиональный дебют состоялся 16 июня 2006 года в матче против «Пуэрто-Рико Айлендерс». 1 июля 2006 года в матче против «Майами» он забил свой первый гол в профессиональной карьере.
За «Колорадо Рэпидз» дебютировал 10 июля 2007 года в матче Открытого кубка США против клуба Первого дивизиона ЮСЛ «Калифорния Виктори». Дебютировал в MLS 4 мая 2008 года в матче против «Ди Си Юнайтед». 30 января 2009 года Харви подписал с «Колорадо Рэпидз» новый четырёхлетний контракт.
Клуб «Филадельфия Юнион» выбрал Харви на Драфте расширения MLS, состоявшемся 25 ноября 2009 года. 25 марта 2010 года он участвовал в инаугуральном матче «Филадельфии Юнион», соперником в котором был «Сиэтл Саундерс». 15 апреля 2010 года в матче против «Торонто» забил свой первый гол в MLS.
7 июля 2011 года Харви перешёл в «Ванкувер Уайткэпс» в обмен на распределительные средства. Дебютировал за «Уайткэпс» 9 июля 2011 года в матче против «Колорадо Рэпидз». 10 июня 2012 года в матче против «Хьюстон Динамо» забил свой первый гол за «Уайткэпс». 28 августа 2014 года Харви продлил контракт с «Ванкувер Уайткэпс». По итогам сезона 2016 болельщики «Уайткэпс» признали Харви игроком года. По окончании сезона 2017 Харви покинул «Ванкувер Уайткэпс» на правах свободного агента.
2 января 2018 года Харви присоединился к новичку MLS ФК «Лос-Анджелес». 4 марта 2018 года в дебютном матче нового лос-анджелесского клуба в лиге, соперником в котором был «Сиэтл Саундерс», вышел на замену в концовке. По окончании сезона 2018 контракт Харви с «Лос-Анджелесом» истёк, но 2 января 2019 года клуб переподписал игрока на сезон 2019. 11 августа 2019 года в матче против «Нью-Йорк Ред Буллз» он забил свой первый гол за «Лос-Анджелес». По окончании сезона 2019 Харви стал свободным агентом, но 31 декабря 2019 года «Лос-Анджелес» переподписал контракт с ним на сезон 2020. По окончании сезона 2020 Харви вновь оказался в статусе свободного агента, но 27 января 2021 года подписал новый однолетний контракт с «Лос-Анджелесом». По окончании сезона 2021 Харви снова стал свободным агентом.
26 февраля 2022 года Джордан Харви объявил о завершении футбольной карьеры.

### Международная карьера
В составе сборной США до 17 лет Харви участвовал в юношеском чемпионате мира 2001.
В составе сборной США до 20 лет Харви участвовал в молодёжном чемпионате мира 2003.

## Достижения
Командные
 «Ванкувер Уайткэпс»
- Победитель первенства Канады: 2015

 «Лос-Анджелес»
- Победитель регулярного чемпионата MLS: 2019

## Статистика выступлений
| Выступление             | Выступление      | Выступление      | Лига | Лига | Плей-офф | Плей-офф | Кубок | Кубок | ЛЧ КОНКАКАФ | ЛЧ КОНКАКАФ | Итого | Итого |
| Клуб                    | Лига             | Сезон            | Игры | Голы | Игры     | Голы     | Игры  | Голы  | Игры        | Голы        | Игры  | Голы  |
| ----------------------- | ---------------- | ---------------- | ---- | ---- | -------- | -------- | ----- | ----- | ----------- | ----------- | ----- | ----- |
| Колорадо Рэпидз         | MLS              | 2006             | 0    | 0    | 0        | 0        | 0     | 0     | —           | —           | 0     | 0     |
| Колорадо Рэпидз         | MLS              | 2007             | 0    | 0    | —        | —        | 1     | 0     | —           | —           | 1     | 0     |
| Колорадо Рэпидз         | MLS              | 2008             | 15   | 0    | —        | —        | 2     | 0     | —           | —           | 17    | 0     |
| Колорадо Рэпидз         | MLS              | 2009             | 30   | 0    | —        | —        | 2     | 0     | —           | —           | 32    | 0     |
| Колорадо Рэпидз         | Итого            | Итого            | 45   | 0    | 0        | 0        | 5     | 0     | —           | —           | 50    | 0     |
| Сиэтл Саундерс (аренда) | USL-1            | 2006             | 12   | 1    | —        | —        | —     | —     | —           | —           | 12    | 1     |
| Сиэтл Саундерс (аренда) | Итого            | Итого            | 12   | 1    | —        | —        | —     | —     | —           | —           | 12    | 1     |
| Филадельфия Юнион       | MLS              | 2010             | 30   | 1    | —        | —        | 0     | 0     | —           | —           | 30    | 1     |
| Филадельфия Юнион       | MLS              | 2011             | 16   | 0    | —        | —        | 0     | 0     | —           | —           | 16    | 0     |
| Филадельфия Юнион       | Итого            | Итого            | 46   | 1    | —        | —        | 0     | 0     | —           | —           | 46    | 1     |
| Ванкувер Уайткэпс       | MLS              | 2011             | 14   | 0    | —        | —        | 0     | 0     | —           | —           | 14    | 0     |
| Ванкувер Уайткэпс       | MLS              | 2012             | 26   | 1    | 1        | 0        | 3     | 0     | —           | —           | 30    | 1     |
| Ванкувер Уайткэпс       | MLS              | 2013             | 24   | 4    | —        | —        | 4     | 0     | —           | —           | 28    | 4     |
| Ванкувер Уайткэпс       | MLS              | 2014             | 33   | 2    | 1        | 0        | 0     | 0     | —           | —           | 34    | 2     |
| Ванкувер Уайткэпс       | MLS              | 2015             | 26   | 0    | 2        | 0        | 3     | 0     | 0           | 0           | 31    | 0     |
| Ванкувер Уайткэпс       | MLS              | 2016             | 28   | 2    | —        | —        | 2     | 0     | 0           | 0           | 30    | 2     |
| Ванкувер Уайткэпс       | MLS              | 2017             | 28   | 1    | 1        | 0        | 0     | 0     | 4           | 0           | 33    | 1     |
| Ванкувер Уайткэпс       | Итого            | Итого            | 179  | 10   | 5        | 0        | 12    | 0     | 4           | 0           | 200   | 10    |
| Лос-Анджелес            | MLS              | 2018             | 29   | 0    | 1        | 0        | 3     | 0     | —           | —           | 33    | 0     |
| Лос-Анджелес            | MLS              | 2019             | 30   | 1    | 2        | 0        | 3     | 0     | —           | —           | 35    | 1     |
| Лос-Анджелес            | MLS              | 2020             | 11   | 0    | 0        | 0        | 3     | 0     | 0           | 0           | 14    | 0     |
| Лос-Анджелес            | MLS              | 2021             | 4    | 0    | —        | —        | —     | —     | —           | —           | 4     | 0     |
| Лос-Анджелес            | Итого            | Итого            | 74   | 1    | 3        | 0        | 9     | 0     | 0           | 0           | 86    | 1     |
| Всего за карьеру        | Всего за карьеру | Всего за карьеру | 356  | 13   | 8        | 0        | 26    | 0     | 4           | 0           | 394   | 13    |